# Оулуярви
Оулуярви (на фински: Oulujärvi) е 5-о по големина езеро във Финландия (провинция Оулу). Площ 887,09 km², обем 6,7 km³, средна дълбочина 7,6 m, максимална 35 m.

## Географско характеристика
Езерото Оулуярви е разположено в средната част на Финландия, в провинция Оулу. Заема обширно удължено от изток на запад понижение с ледниково-тектонски произход, с дължина 54 km и максимална ширина от север на юг 29 km. Има силно разчленена, висока и залесена брегова линия с дължина 1021 km с множество заливи, полуострови и острови (665 на брой), като най-големите са Манамансало (75 km²), Кякисаари (20,4 km²), Куостонсаари (3,8 km²), Ерянсаари (2,7 km²) и др. Дели се условно на три сравнително обособени водни басейна: Нисканселкя (на северозапад), Ерянселкя (в средата) и Палтаселкя (на североизток), които се свързват един с друг посредство тесни протоци между островите. Подхранва се от около 20 реки, като реките Каяанинйоки (влива се от югоизток при град Каяани) и Киехимянйоки (от североизток при град Палтамо) внасят 87% от водата в него. Други по-големи са Миесйоки, Майнуанйоки, Вуотойоки, Вуолийоки и Алантенйоки. от северозападния му ъгъл, при град Ваала изтича река Оулуйоки, вливаща се в североизточната част на Ботническия залив на Балтийско море.
Водосборният басейн на Оулуярви е с площ 7672 km², като малка част от него е разположена на руска територия. Намира се на 122,7 m н.в., като колебанията на водното му ниво през годината са незначителни и плавни, с малко по-високо ниво през лятото. По този начин годишният му отток е почти постоянен и с малки отклонения. Замръзва през ноември, а се размразява през май.

## Стопанско значение, селища
Езерото е важна туристическа дестинация през зимата, когато е замръзнало и през лятото за отдих и лагеруване. По бреговете му са изградени множество почивни, спортни и туристически бази. Има туристическо корабоплаване. Спортен риболов. По бреговете му са разположени множество, предимно малки населени места, като най-големите са градовете Каяани (на южния бряг), Палтамо (на североизточния) и Ваала (на северозападния).